# Благой Хаджипанзов
Благой Иванов Хаджипанзов (на македонска литературна норма: Благое Хаџи Панзов) е български и югославски юрист и комунистически активист.

## Биография
Роден е на 18 декември 1911 година в град Велес, който тогава е в Османската империя в семейството на българския учител Иван Хаджипанзов. Завършва право и практикува като стажант-адвокат. През 1938 година е сред делегация от Вардарска Македония начело с Димитър Гюзелев, която посреща в Белград д-р Владко Мачек, водач на хърватското народно движение и главен представител на сдружената опозиция в Югославия. Определя манифеста, издаден през Октомври 1943-та от Главният щаб на НОВ и ПОМ, оглавяван от Михайло Апостолски,  като документ, който може да бъде издаден единствено от сърбин. Брат му Никола Хаджипанзов е изпратен от България през август-септември 1944 година във Вардарска Македония, за да се срещне с Иван Михайлов.
На 30 април 1944 година Благой Хаджипанзов е избран за член на Инициативния комитет за свикване на АСНОМ. Участва като делегат на първото заседание на АСНОМ на 2 август 1944 година. През 1944 година е един от критиците на Манифеста на АСНОМ, който вкарва новосформираната Народна Република Македония в Югославия.
Веднага след това става помощник на явния обвинител на Югославия. През 1947 година е назначен за секретар и съветник в югославското посолство в София, но по-късно е отстранен от служба. През април 1949 година Йосип Броз Тито изнася политически реферат пред третия конгрес на Народния фронт на Югославия, в който пише:
| „ | Кой е Благой хаджи Панзов? Син на една дребно-буржоазна фамилия от Велес, която още преди войната е била чисто българофилска. Той сам е показвал в Белградския университет своето българофилство. В 1942 година той е положил адвокатски изпит в София, при фашисткия режим. Братята му Страхил и Петър са познати привърженици на Ванчо Михайлов и са били сътрудници на окупатора... | “ |

През декември 1949 година е привлечен като обвиняем по делото срещу Трайчо Костов.
Обвинителният акт гласи:
| „ | През септември 1947 година заминава за България, като емисар на югославската разузнавателна служба, за провеждане на подривна работа против българското правителство в Пиринския край и за събиране на шпионски сведения чреж мрежа от агенти-информатори, която е работила под ръководството на бившия югославянски посланик в София Обрад Цицимил, на съветника при същото посолство Перо Манговски и на помощника на военното аташе Арсо Милатович. През ноември 1948 година, по тайно решение на югославското правителство, той се връща в София и лъжливо се обявява за политически емигрант и противник на Тито, за да замаскира своята по-късна подривна и шпионска дейност в България. За тази цел влиза в тайна връзка с началника на консулския отдел при югославското посолство в София Светозар Савич, чрез когото информира своите шефове от правителството на Тито за политическите настроения на югославската емиграция и за резултатите на своята разложителна работа в нейната среда. | “ |

Благой Хаджипанзов и Васил Ивановски са обвинени:
| „ | а) в измяна, чл. 98, чл. 99-г, ал. 4 от Наказателния закон: за това, че са образували и ръководили нелагални групи, с цел насилствено откъсване на Пиринския край от Народната република България и, по този начин да се отслаби държавната власт в страната, а също така за това, че са разпространявали, самите те и чрез други, клеветнически и неверни твърдения, за да предизвикат недоверие към народната власт и отделни нейни органи и внесат смут сред народа; б) в шпионаж, чл. 112, т. 1 и чл. 111-г, ал. 1 от Наказателния закон: за това, че са събирали и предавали – както лично, така и чрез други на чуждо – югославското – разузнаване сведения, които представляват държавна тайна, а също така, че са се поставили в разпореждане на чуждо разузнаване за шпионска работа. | “ |

Осъден е на 15 години строг тъмничен затвор с лишаване от права за срок от 15 години, глоба от 300 000 лева, която при невнасяне се заменя с 1 година затвор и конфискация на цялото му имущество. Помилван е през октомври 1955 година.